# Tom Werneck
Tom Werneck (* 1939 in Garmisch-Partenkirchen) ist ein deutscher Spielexperte, Spieleautor und Buchautor. 

## Leben
Werneck studierte Rechtswissenschaften und bereiste während seiner Studienzeit Afrika, Japan und die USA. Nachdem er ein Weiterbildungsinstitut aufgebaut und geleitet hatte, wechselte er in die Elektronikindustrie und hatte dort leitende Positionen in der Weiterbildung, im Vertrieb, dem Personalwesen, sowie der Öffentlichkeitsarbeit inne. Er schrieb zahlreiche Beiträge für Zeitungen (unter anderem Die Zeit, Frankfurter Rundschau), Zeitschriften und Rundfunksendungen und verfasste oder bearbeitete rund 40 Bücher. Vor seiner Tätigkeit in der „Spiel des Jahres“-Jury, die er mitgegründet und maßgeblich beeinflusst hat und der er 33 Jahre lang angehörte, entwickelte er auch selber Spiele. Er wohnt heute in Haar (bei München).
Werneck leitete 25 Jahre das von ihm gegründete Bayerische Spiele-Archiv Haar, das Gesellschaftsspiele und Spiele-Literatur sammelt und dokumentiert. Die von ihm gegründete Internationale Spieleerfinder-Messe wurde nach 25 Jahren von der Internationalen Spielwaren-Messe Nürnberg übernommen und ist seither als Game Inventors Convention in die Messe integriert.
Werneck promovierte an der Burg Giebichenstein Kunsthochschule Halle im Alter von 85 Jahren über die Entwicklung von Brettspielen im Nachkriegsdeutschland zwischen Gründung der Bundesrepublik Deutschland und der Jahrtausendwende (1949–2000).

## Werke (Auswahl)

### Bücher
Managementtraining und Persönlichkeitsentwicklung
- mit Frank Ullmann: Dynamisches Lesen, Heyne Verlag, München 1972
- mit Frank Ullmann: Konzentrationstraining, Heyne Verlag München 1972
- mit Frank Ullmann: Entscheidungstraining, Heyne Verlag München 1973
- mit Frank Ullmann: Netzplantechnik, Heyne Verlag München 1973
- mit Frank Ullmann: Moderne Arbeitsmethodik, Heyne Verlag München 1973
- Rechentraining, Heyne Verlag, München 1974
- Checkliste für Besprechungen, Tagungen und Schulungsmaßnahmen, Siemens-Verlag Berlin/München 1974
- mit Clemens Heidack: Gedächtnistraining, Heyne Verlag, München 1975
- mit Clemens Heidack: So entlastet sich der Chef, Heyne Verlag München 1975
- mit Reinhard Grasse: Planspiele, Heyne Verlag München 1977
- mit Reinhard Grasse: Argumentationstraining, Heyne Verlag München 1977
- mit Reinhard Grasse: Moderne Verhandlungstechniken, Heyne Verlag München 1977
- mit Reinhard Grasse: Formulierungstraining, Heyne Verlag, München 1978

#### Sonstiges
- mit Fabian Werneck: Das Computerbuch für Vater und Sohn, Heyne Verlag München 1984
- mit Erik Liebermann: Heimcomputer: Spielzeug, Werkzeug, Teufelszeug, Ullstein Verlag Frankfurt/Berlin/Wien 1984
- mit Pat Lauer: PokerParty, Gondorf Verlag, Bindlach 2008
- mit Jörg Bodenbender: Das Fünf-Seen-Land, Verlag Terra magica 2014
- mit Jörg Bodenbender: Bayrische Paradiese, J.Berg Verlag (Bruckmann) 2015
- mit Jörg Bodenbender: Das Fünf-Seen-Land, München-Verlag, München 2018
- Team von fünf Autoren: Sinnliche Wanderungen in den Münchner Hausbergen, München-Verlag, München 2021

#### Als Übersetzer oder Herausgeber
- Edwin Schloßberg, Jörg Brockmann: Spiel und Spaß mit dem Taschenrechner, Mosaik Verlag 1976 (Übersetzung)
- Leslie H. Ault: Das Mastermind-Handbuch, Ravensburger, Ravensburg 1978 (Übersetzung)
- David Pritchard: Das große Familienbuch der Spiele, Mosaik Verlag München 1983 (Übersetzung und kulturelle Anpassung)
- Ivan Moscovich: Denkspiele mit dem Zufall, Mosaik Verlag München 1987 (Übersetzung)
- Ivan Moscovich: Denkspiele mit Formen, Mosaik Verlag München 1987 (Übersetzung)
- Nachdruck aus Gedächtnistraining (Heyne 1975) in Birgit Lehner, Fanz x. Eich in Neuropsychologisches Funktionstraining für hirnverletzte Patienten, Psychologische Verlagsunion München 1990
- Autorenteam der Jury "Spiel des Jahres": Die ausgezeichneten Spiele 1991, Rowohlt Reinbek 1991 (Redaktion mit Bernward Thole)
- Autorenteam der Jury "Spiel des Jahres": Die ausgezeichneten Spiele 1992, Rowohlt Reinbek 1992 (Redaktion mit Bernward Thole)
- Autorenteam der Jury "Spiel des Jahres": Die ausgezeichneten Spiele 1993, Rowohlt Reinbek 1993 (Redaktion mit Bernward Thole)
- Maxine Brady: Monopoly, Bertelsmann Gütersloh 2004 (Übersetzung)
- Autorenteam der Jury "Spiel des Jahres": Spiel des Jahres - Der Ratgeber der Jury 1997, Don Bosco Verlag München 1997 (Herausgeber)
- Delphine Gravier: Moderne Brettspiele, Fleurus Verlag Köln 2006 (Übersetzung)
- Ivan Moscovich: Formenrätsel, Fleurus Verlag Köln 2007 (Übersetzung)

#### Als Ghostwriter
- für Barbara Maurer, Rosi Mittermaier und Christian Neureuther: Kraftort Alpen, Verlag terra magica München 2013,

Spiel- und Unterhaltungsliteratur
- Denkspielereien, Heyne Verlag, München 1978
- Münzspielereien, Heyne Verlag München 1979
- Der Zauberwürfel mit Vorwort von Ernö Rubik, Heyne Verlag, München 1981
- Zauberpyramide, Teufelstonne, Tower, Trikky 4, Heyne Verlag München 1981
- mit Bernward Thole: Das Dominospiel, Otto Maier Verlag Ravensburg 1982
- Der Zauberwürfel für Könner, Heyne Verlag München 1982
- Die Zauberkugel mit Vorwort von Martin Gardner, Heyne Verlag 1982
- mit Bernward Thole: Spiel und Spaß mit Domino, Humboldt Taschenbuchverlag München 1986
- Leitfaden für Spieleerfinder, Ravensburger Spiele-Verlag 1987
- Wie Sindbad seinen Kopf verlor, Deutscher Taschenbuchverlag München 1987
- Die raffiniertesten Denkspiele, Moewig Verlag Rastatt 1990
- Die pfiffigsten Münzspiele, Moewig Verlag Rastatt 1990
- Denkspiele für helle Köpfe, Falken Verlag Niederhausen/Ts 1997
- 111 Spielideen, das Gedächtnis zu trainieren, Falken Verlag Niederhausen/Ts 2000
- Das große Buch vom Spielen, Knobeln, Raten, Falken Verlag Niederhausen/Ts 1996
- mit Bernward Thole: Dominospiele, Fleurus Verlag Köln 2006
- Raffinierte Münzspielereien, Fleurus Verlag Köln 2006
- Würfelspiele, Fleurus Verlag Köln 2007
- Das moderne Brettspiel - Die unglaubliche Entwicklung 1950 bis 2000, Piatnik Spieleverlag, Wien 2025, ISBN 978-3-200-10424-2

### Spiele
- Attacke, Heyne Verlag München 1972
- Wort-Wexel, Heyne Verlag München 1972
- Blockade, Heyne Verlag München 1972 (mit Frank Ullmann)
- Canyon, Heyne Verlag 1972 München (mit Frank Ullmann)
- Combinato, Heyne Verlag München 1972 (mit Frank Ullmann)
- Phalanx, Heyne Verlag München 1972
- Contactic, Heyne Verlag 1973 München (mit Frank Ullmann)
- Cristallo, Heyne Verlag 1973 München (mit Frank Ullmann)
- Single, Heyne Velahg München 1973 (mit Frank Ullmann)
- Spectrum, Heyne Verlag München 1973 (mit Frank Ullmann)
- Tolologik, Heyne Verlag München 1973 (mit Frank Ullmann)
- Fußball-Weltmeisterschaft, Heyne Verlag 1973 München (mit Frank Ullmann)
- Wortwirbel, Heyne Verlag München 1973
- Wort-Wexel, Schmidt Spiele Eching 1973
- Hops, Heyne Verlag München 1974 (mit Frank Ullmann)
- Maxo-Mino, Heyne Verlag München 1974 (mit Frank Ullmann)
- Xenophon, Heyne Verlag München 1974 (mit Frank Ullmann)
- Das Ärgerspiel, Heyne Verlag 1975 München (mit Frank Ullmann)
- Knulli-Bulli, Ültje, ab 1975 häufige Werbebeilage
- YPS, Gruner + Jahr, ab 1975 häufige Werbebeilage
- Sing-Sing, Heyne Verlag München 1975 (mit Klaus Palme)
- Fantastische Ballonreise,  Ravensburger Promotion 1977
- Wortwirbel, Ravensburger Spieleverlag 1984
- Das Wildschweinspiel, Edition Perlhuhn Göttingen 1885 (mit Klaus Palme)
- Wordz, Moses Verlag 2016 und 2017
- WORDZ, ELO 2017